# Várzeamyrsmyg
Várzeamyrsmyg (Myrmotherula klagesi) är en fågel i familjen myrfåglar inom ordningen tättingar.

## Utseende och läte
Várzeamyrsmygen är en liten (10 cm), kortstjärtad och långnäbbad myrsmyg med kraftigt streckad fjäderdräkt. Hanen har vitstreckat svart ovansida och svartstreckat vit undersida. Vingen är svart med två breda vita vingband. Den korta stjärten är svart med vit spets. Honan har svart hjässa med tunna beigefärgade streck. Undersidan är ockrafärgad med tunna svarta streck, på buken vitare. Sången beskrivs som fem till sju mjuka och melodiska "cheedi".
Arten är mycket lik både guyanamyrsmygen och vitsandsmyrsmygen, men delar bara utbredningsområde med den förra. Hane guyanamyrsmyg har en vit fläck på ryggen, som dock är mycket svår att se, medan honan har orange- eller roströd hjässa med svarta streck.

## Utbredning
Fågeln förekommer i centrala Amazonområdet i Brasilien. Den behandlas som monotypisk, det vill säga att den inte delas in i några underarter.

## Status och hot
Arten har ett litet utbredningsområde och tros vara begränsad till en speciell miljö som är under hot från skogsavverkning, jordbruk, dammbygge och exploatering. Den misstänks minska relativt kraftig i antal, så pass att den är upptagen på internationella naturvårdsunionen IUCN:s röda lista för utrotningshotade arter, där listad i kategorin sårbar (VU).

## Namn
Fågelns vetenskapliga artnamn hedrar Samuel Milton Klages (1875-1957), amerikansk samlare av specimen i tropiska Amerika 1898-1926. Tidigare kallades den klagesmyrsmyg även på svenska, men justerades 2023 till ett mer informativt namn av BirdLife Sveriges taxonomikommitté. Fågeln är uppkallad efter skogstypen várzea, en sorts säsongsvis översvämmad skog i Amazonområdet.